# Gonodonta fernandezi
Gonodonta fernandezi là một loài bướm đêm trong họ Noctuidae.